# Тея
Вижте пояснителната страница за други личности с името Тея.
Тея (на латински: Teja, Theia; † 30 октомври 552 г.) e херцог, комит и последният крал на остготите.

## Произход и управление
Той е син на Тагила и Гиза. Брат е на Алигерн.
Тея е комит на Верона и командващ голяма готска войска. През пролетта на 552 г. наводнява Виа Постумия, за да спре войската на Източната Римска империя, водена от Нарсес, след като на 1 юли 552 г. дава две хиляди конници на своя крал Тотила като последна помощ. Тогава Тотила започва битката при Буста Галорум, която свършва с катастрофа за остготите. Тея участва в битката в долината на Буста Галорум през 552 г. Там източноримският генерал Нарсес побеждава готския крал Тотила, който е убит в битката.
Тея бяга в Павия и там е провъзгласен от остатъците на остготската войска за крал. Той се съюзява с франките и успява още малко да се задържи против Нарсес в Средна Италия, последно в областта на Неапол. Когато Нарсес заплашва готското царско богатство, пазено от брата на Тея, Алигерн, в Куме, Тея започва битката при Млечната планина край Позитано и Везувий вероятно на 30 октомври 552 г.
Тея е убит на 30 октомври 552, защитавайки избягалите си хора в скалите на Везувий и трябва да смени своя щит. Умира геройски. Останалите остготи (хиляда души) се бият и на другия ден. През октомври 552 г. остготите са победени от Нарсес в битката на Млечната планина, до река Драко, южно от Неапол. Останалите готи се предават от части на императорските войски, други бягат при франките. Различни коменданти на градове се съпротивяват още години срещу Нарсес. През 555 г. капитулира последната готска група северно от Салерно.
Така свършва историята на остготите – последните готи се сливат от 568 г. с лангобардите.
В литературата Тея е от главните герои в романа на Феликс Дан „Борбата за Рим“. Източноримският историк Прокопий Кесарийски поставя паметник на Тея в своето произведение.